# なのに、やめられない 〜スズカのスナック〜
『なのに、やめられない ～スズカのスナック～』は、山内大輔監督の日本映画。2024年12月8日公開。
2024年11月開始の『OP PICTURES＋フェス2024』で公開された作品の一つ。

## 概要
山内が得意とするスナックを舞台にしたサスペンスに、人妻ノワールを絡めたクライムストーリー。映画ライターのヒロシニコフは「一本の映画の中で、変わり絵のようにジャンルが千変万化」「山内大輔監督が仕掛ける行先不明の人妻ライド」。イラストレーターのTKC ARTWORKSは「“粋”という他は無い」「真っ赤なコートにニットを着込んだ山岸あや花の姿が眩しい」とコメントを寄せている。
印象的なスズカがうどんを踏みしめているシーンは、現状維持、ここにとどまっている地団駄のメタファーとなっている。
成人映画館では2024年12月27日より『人妻男(メン)作り　卑猥な味わい』のタイトルで公開。

## あらすじ
女は結婚してから夫に麵からこねる手打ちうどんを作らされ、うどん粉を毎朝3時間、東京から相模湖まで歩ける距離ほど踏んでいた。そんな毎日に嫌気がさし、女は家を抜け出した。あてもなく人の少ない町を歩いていると、住み込みで働ける従業員を募集しているスナックを見つけて働く。しかしそこはスナックとは名ばかりの違法デリヘルで、連れのルイを働かせていた。酒を飲むための客はほとんど来ないカウンターであったが、ある日、田中と名乗る客が訪ねてくる。

## 登場人物
スズカ
演 - 山岸あや花
ヒマリ
演 - 莉々はるか
ルイ
演 - 望月あやか
田中
演 - 関幸治
高橋
演 - 佐々木狂介
潤一
演 - 安藤ヒロキオ
悠人
演 - 松嵜翔平
後藤
演 - 伊藤慶徳
見張りのヤクザ
演 - 尾崎泰弘

## スタッフ
- 監督・脚本・編集：山内大輔
- 撮影監督：中尾正人
- 録音：植田中
- 効果：AKASAKA音効
- 整音：AKASAKA音効
- 特殊メイク：土肥良成 征矢杏子
- 造形：土肥良成
- ガンエフェクト：浅生マサヒロ
- 編集：山内大輔
- 音楽：Project T&K 魔王魂
- ラインプロデューサー：江尻大
- 助監督：江尻大
- 撮影助手：榮穣 片山真琴 嶋本満帆
- 監督助手：神森仁斗
- ポスター：須藤未悠
- 仕上げ：東映ラボ・テック
- 製作：VOID FILMS
- 提供・配給：オーピー映画